# Eftersläpning

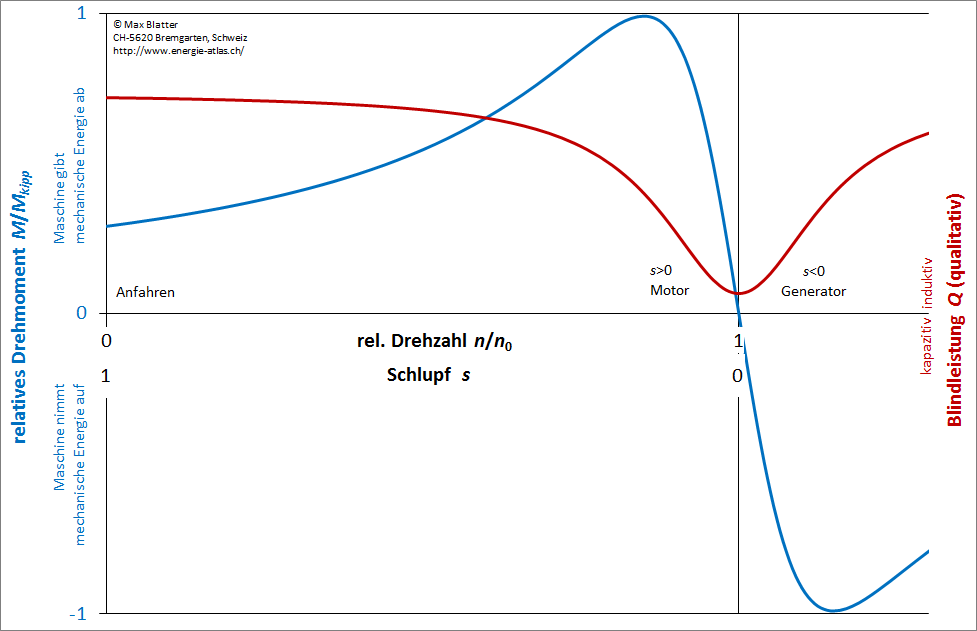
Den reaktiva effektens (i rött) och momentets (i blått) beroende av eftersläpningen. Observera att eftersläpningen går från 1 (stillastående) via motordriftsområdet till 0 (synkront, vid y-axeln) och sedan till negativa värden (generatordrift).

Eftersläpning är ett begrepp som används för att ange ett förhållande mellan en elmotors synkrona och verkliga varvtal. Eftersläpningen har tillskrivits bokstaven "S" och anges i enheten procent. Eftersläpningen kan alltså sägas beskriva hur stor del av varven som fallit bort på grund av belastningar.
{\displaystyle s=(N0-Nn)/N0} där N0 är det ideala (synkrona) varvtalet och Nn det varvtal vi vill jämföra. Som kuriosa kan nämnas att i asynkronmotorn roterar magnetfältet med hastigheten N0